# Herman Van Puymbrouck
Herman Van Puymbrouck (Antwerpen, 11 mei 1884 - Königswinter, 29 juni 1949) was een Belgisch journalist, Vlaams-nationalist en collaborateur.

## Levensloop
Van Puymbrouck, die in een weeshuis opgroeide, na de voortijdige dood van zijn ouders, studeerde aan de athenea van Antwerpen en Gent. Hij werd onderwijzer in Antwerpen, secretaris van Nieuwe Wegen, de oud-leerlingenvereniging van het Antwerpse atheneum en redactiesecretaris van het weekblad Antwerpsche Tijdingen. In 1914 werd hij door het leger opgeroepen en werd brancardier, waarbij hij het grootste deel van de Eerste Wereldoorlog gelegerd was in Calais.
Hij stond mee aan de wieg, na de oorlog, van de Frontpartij en werd er in 1922 voorzitter van. Vanwege de verbrokkeling van deze partij, beperkte zijn voorzitterschap zich in de praktijk tot de Antwerpse afdeling. De aanhoudende verdeeldheid waartegen hij vruchteloos pogingen ondernam, maakten dat hij er in 1927 de brui aan gaf. Een laatste poging ondernam hij nog in 1928 door, namens de Antwerpse afdeling van de Frontpartij, tot het bestuur toe te treden van het Algemeen Nationaal Vlaamsch Verbond, maar als beoogde eenheidsstructuur werd ook dit een mislukking.
Vanaf 1933 trad Van Puymbrouck opnieuw op het voorplan. Hij slaagde erin de controle te nemen over het weekblad De Schelde (later Volk en Staat) en er de hoofdredacteur van te worden. Hij wilde in deze krant zijn eigen koers varen, los van de Frontpartij en van het ondertussen gestichte Vlaamsch Nationaal Verbond. Toch werd hij binnen het VNV leider van de Cultuurcentrale en lid van het partijbestuur. Hij drukte in zijn krant een grote sympathie uit voor Duitsland en voor het nazisme, te veel naar de zin van de VNV-leider Staf de Clercq. Er ontstond dan ook een conflict en het VNV slaagde erin Van Puymbrouck als leider van de krant te vervangen door Antoon Mermans.
De ruzies escaleerden. Van Puymbrouck eiste langs juridische weg terugbetaling van bedragen die hij zegde te hebben voorgeschoten. Hij chanteerde het VNV door er mee te dreigen de mechanismen van subsidiëring door de nazi's ten gunste van het VNV en de krant publiek te maken. In 1939 richtte hij een concurrerende krant op, De Vlaamsche Post. In 1940 publiceerde hij Vlaanderen in de Nieuwe Wereldorde, een aanval op het VNV en een pleidooi om Vlaanderen bij het Germaanse Rijk in te lijven.
Hij werd in 1940 lid van de Algemeene SS-Vlaanderen en van de DeVlag, waarvan hij 'hoofdleider voor de wereldbeschouwelijke vorming' werd. Hij richtte tevens een propagandacomité op ter ondersteuning van collaborerende Vlaamse scholen.
In september 1944 vluchtte hij naar Duitsland en dook er onder. In België werd hij in juli 1945 bij verstek ter dood veroordeeld. Hij overleed weldra in zijn schuiloord.